# Flying Heavy Metal

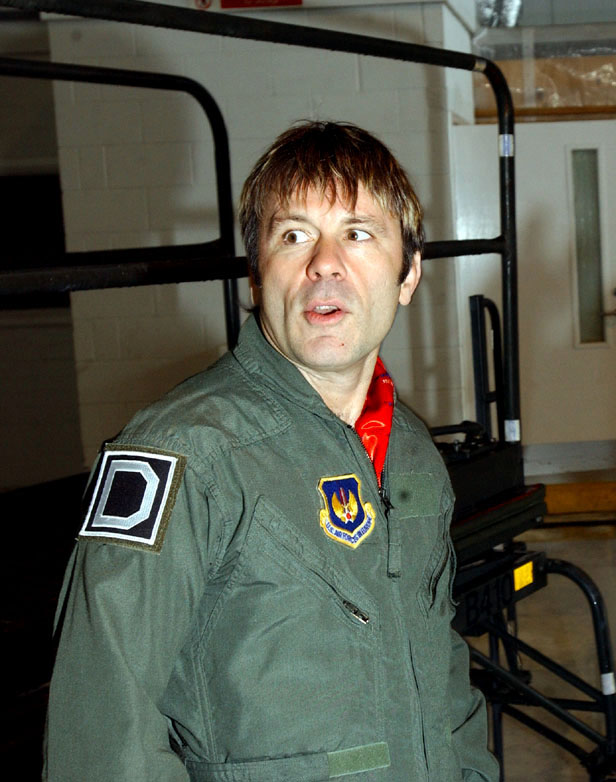
Bruce Dickinson durante la filmación de Flying Heavy Metal.

Flying Heavy Metal fue una serie de televisión británica de cinco episodios producida por Ricochet y originalmente transmitida en el Reino Unido y Europa por Discovery Channel en 2005, y posteriormente emitida por Discovery Wings en el Reino Unido. Fue presentada por el piloto comercial de Boeing 757 y vocalista de la banda Iron Maiden, Bruce Dickinson.
En la serie, Dickinson revisaba y con frecuencia volaba una serie de aviones de toda la historia de la aviación comercial. Hubo algunas acrobacias aéreas bastante sorprendentes hechas en aviones bastante grandes. Flying Heavy Metal ahora se emite en el nuevo canal de Discovery Networks UK llamado Discovery Turbo.

## Créditos
- Producción - James Bates, Dan Peirson
- Asistente de producción - Greg Chivers
- Gerente de producción - Amanda Rohan